# Corea del Nord ai XVIII Giochi olimpici invernali
La Corea del Nord partecipò ai XVIII Giochi olimpici invernali, svoltisi a Nagano, Giappone, dal 7 al 22 febbraio 1998, con una delegazione di 8 atleti impegnati in due discipline.